# Apulejus fra Madaura
Apulejus fra Madaura (ca. 120-180) var en latinsk forfatter, der er kendt for sit værk Metamorphoses eller Det gyldne æsel.
Apulejus var født i Madaura i Nordafrika. Han var meget optaget af filosofi og stærkt inspireret af Platon. Man kan se i Det gyldne æsel, at han også var tilhænger af Isiskulten, der var en af konkurrenterne til kristendommen i de første århundreder e.Kr.
Hans roman Det gyldne æsel er baseret på den tabte Lukios' metamorfoser, der også danner grundlag for Pseudo-Lukians Æslet. Historien handler om Lucius fra Patrai, der ved et uheld forvandles til et æsel. Som æsel må den selvoptagede Lucius gå grueligt meget igennem, da æslet i antikken var det allerlavest rangerende dyr. Det er med andre ord en samfundsskildring fra den nederste bund. I modsætning til Pseudo-Lukians udgave (og sandsynligvis også Lukios' metamorfoser) klarer Lucius sig ikke ud af kniben ved egen hjælp. Han reddes derimod af Isis, der som belønning kræver, at Lucius slutter sig til kulten, hvad han gør. Romanen indeholder også den berømte historie om Amor og Psyke. Romanen er den eneste fuldstændigt overleverede roman fra antikken.
Af andre værker kan nævnes Apologia (hans forsvar, da han beskyldtes for hekseri), De deo Socratis (Om Sokrates' gud), De Mundo (Om Universet), De Platone et eius dogmate (Om Platon og hans lære) og Florida.
Apulejus er på ingen måde relateret til Lucius Appulejus Saturninus, der i 100 f.Kr. forsøgte at omstyrte republikken.